# Juan Sarabia
Juan Sarabia Díaz de León (San Luis Potosí, 24 de junio de 1882 - 17 de octubre de 1920) fue un periodista y político mexicano fundador e integrante del Partido Liberal Mexicano hasta 1911, fecha en que se une al movimiento antirreeleccionista de Francisco I. Madero.
Participó en el Congreso Liberal de 1901 en San Luis Potosí, junto con Camilo Arriga, Librado Rivera y Antonio Díaz Soto y Gama. Fue secretario general del Club Liberal "Ponciano Arriaga" y director del periódico El Porvenir y El Hijo del Ahuizote y también colaboró en Regeneración, Vésper, México Nuevo, El Renacimiento, Excélsior y el Diario del Hogar.
Exiliado en los Estados Unidos desde 1904 participa en la organización de Partido Liberal Mexicano junto con Ricardo Flores Magón, Librado Rivera, Antonio I. Villarreal, Rosalío Bustamante, Enrique Flores Magón y Manuel Sarabia.
En 1905 estuvo en contacto con los anarquistas Emma Goldman y Florencio Bazora con los que entabló frecuentes conversaciones en las que también participaban Antonio I. Villarreal y Ricardo Flores Magón. A raíz de estas conversaciones, se hicieron más evidentes las diferencias ideológicas entre Sarabia y Flores Magón; mientras este último adoptó una postura radical de tendencia anarcocomunista, Sarabia adoptó una postura más moderada.
En 1907 fue detenido en Ciudad Juárez y trasladado a la prisión de San Juan de Ulúa de donde es excarcelado en mayo de 1911 cuando Porfirio Díaz renuncia a la presidencia de México tras reconocer, en los tratados de Ciudad Juárez, el triunfo de movimiento antirreeleccionista encabezado por Francisco I. Madero.
Fue elegido diputado por San Luis Potosí durante el gobierno de Madero y encarcelado nuevamente cuando Victoriano Huerta disolvió la Cámara de Diputados en 1913; fue liberado en 1914 y se trasladó a El Paso, Texas. Regresó a México en 1915, trabajo en la Biblioteca Nacional y fue director de la Escuela Industrial del Huérfanos. En 1917 perdió la elección de gobernador de San Luis Potosí frente al candidato de Venustiano Carranza y en 1920 fue elegido senador de ese mismo estado.
Murió el 17 de octubre de 1920.